# آلست، زالتبامل
آلست، زالتبامل (به لاتین: Aalst, Zaltbommel) یک روستا در هلند با جمعیت ۱٬۹۸۶ نفر است که در Zaltbommel واقع شده‌است.